# Pterometra venusta
Pterometra venusta is een haarster uit de familie Asterometridae.
De wetenschappelijke naam van de soort werd in 1912 gepubliceerd door Austin Hobart Clark.